# Mircea Pușcaș
Mircea Pușcaș (n. 11 decembrie 1967) este un sculptor moldovean. A studiat la Școala Națională de arte "Alexandru Plămădeală" din Chișinău și la academiile de arte din Kiev, Ucraina și București, România. Este membru al Asociației Internaționale de Artă și al UNESCO din 1999. A creat  Frumusețea Mende (bronz și marmură, 1999), Crucificare (bronz și marmură, 1993), Suflul primăverii (piatră, 2000).